# Vettor Pisani (croiseur)
Pour les articles homonymes, voir Vettor Pisani.
Le croiseur italien Vettor Pisani était le navire de tête de sa classe de deux croiseurs blindés construits pour la Marine royale italienne (Regia Marina) dans les années 1890. Il a souvent servi de navire-amiral au cours de sa carrière et a fréquemment servi outre-mer. Lors de l'un de ces déploiements, le navire a reçu un message radio de Pékin, l'une des premières transmissions radio à longue distance à destination d'un navire. Le Vettor Pisani a participé à la rébellion des Boxers en 1900 et à la guerre italo-turque de 1911-1912, au cours de laquelle son amiral a failli provoquer un incident diplomatique avec l'Empire austro-hongrois. Pendant la Première Guerre mondiale, ses activités sont limitées par la menace des sous-marins (U-boot) austro-hongrois et il est transformé en navire de réparation en 1916. Le Vettor Pisani a été rayé de la liste de la marine en 1920 et mis au rebut plus tard la même année.

## Conception et description

Élévation droite et dessin en plan des croiseurs blindés de la classe Pisani de Vettor, tirés de Brassey's Naval Annual 1902.

Le Vettor Pisani avait une longueur entre perpendiculaires de 99 mètres et une longueur hors-tout de 105,7 mètres. Il avait une largeur de 18,04 mètres et un tirant d'eau de 7,2 mètres. Son déplacement était de 6 614 tonnes métriques (6 510 tonnes longues) à charge normale et de 7 128 tonnes métriques (7 015 tonnes longues) à charge profonde. Le Vettor Pisani avait un effectif de 28 officiers et de 472 à 476 hommes de troupe.
Le Vettor Pisani était propulsés par deux moteurs à vapeur verticaux à triple expansion, chacun entraînant un arbre d'hélice. La vapeur pour les moteurs était fournie par huit chaudières marines "écossaises" et leurs échappements étaient canalisés dans une paire de cheminées au milieu du navire. Conçus pour une puissance maximale de 13 000 chevaux-vapeur indiqués (9 700 kW) et une vitesse de 19 nœuds (35 km/h) , le navire a dépassé sa puissance nominale pendant leurs essais en mer. Il avait un rayon de croisière d'environ 5 400 milles nautiques (10 000 km) à une vitesse de 10 nœuds (19 km/h).
L'armement principal du Vettor Pisani était composé de douze canons à tir rapide (QF) Cannone da 152/40 A Modello 1891 montés sur des supports simples. Ces armes de 152 mm avaient des canons de calibre 40. Tous ces canons étaient montés sur le flanc, huit sur le pont supérieur et quatre aux angles de la citadelle centrale dans des casemates blindées. Les canons M1891 pesaient 6,6 tonnes métriques (6,5 tonnes longues) et tiraient un obus de 45,4 kg, perforant et coiffé, à une vitesse initiale de 700 m/s.
Des canons simples QF Cannone da 120/40 A Modello 1891 de calibre 40 étaient montés à la proue et à la poupe et les deux autres canons de 120 mm  étaient positionnés sur le pont principal entre les canons de 152 mm. Pour se défendre contre les torpilleurs, le navire portait quatorze canons Hotchkiss QF 57 mm et six canons Hotchkiss QF 37 mm . Il était également équipé de quatre tubes lance-torpilles de 450 mm.
Le navire était protégé par une ceinture blindée d'une épaisseur de 15 cm au milieu du navire et réduite à 11 cm à la proue et à la poupe. La bande supérieure de blindage avait également une épaisseur de 15 cm et protégeait uniquement le milieu du navire, jusqu'à la hauteur du pont supérieur. Le pont blindé incurvé avait une épaisseur de 3,7 cm. Le blindage de la tour de contrôle avait également une épaisseur de 15 cm et chaque canon de 15,2 cm était protégé par un bouclier de canon de 5 cm.

## Historique de service

### Les premières années et la guerre des Boxers
Construit entre 1892 et 1899 dans les chantiers navals de Castellammare di Stabia sur un projet de l'inspecteur général des ingénieurs navals Edoardo Masdea, le croiseur et son navire-jumeau (sister ship) Carlo Alberto étaient une évolution du Marco Polo,. Très maniable et doté d'une coque de bonne tenue à la mer, le point faible du navire était son armement, dépourvu d'un calibre principal (supérieur à 152 mm) et d'une disposition peu adaptée,. La principale différence (mais seulement au départ) entre le Carlo Alberto et Vettor Pisani était la présence, sur ce dernier, du grand mât en plus du mât de misaine.
Dès son entrée en service en 1900, le Vettor Pisani est envoyé en Chine pour débarquer les troupes qui participeront plus tard à la répression de la rébellion des Boxers, pour défendre la légation italienne et les intérêts italiens et européens en Chine. Le croiseur, avec deux compagnies de débarquement à bord, atteint la Chine le 20 août 1900, avec les torpilleurs Elba et Ettore Fieramosca, et débarque le même jour les troupes, qui atteignent Pékin, où les légations internationales sont assiégées par les Boxers, le 1er septembre.
Après avoir réprimé la révolte, en 1901, le Vettor Pisani est envoyé dans la baie de Nimrod, visite le Japon et la Corée et atteint Vladivostok, luttant contre la piraterie en mer de Chine orientale. Le 29 novembre 1901, il embarque pour le voyage de retour et, après une escale à Massaoua, il arrive à La Spezia en 1902.
Toujours en 1902, le Vettor Pisani est mis à la disposition de Guglielmo Marconi pour des expériences de transmission radio : des antennes radio sont placées sur le grand mât du croiseur et utilisées pour les premières expériences de transmission radio à longue distance,.
Le 15 avril 1903, le croiseur, sous le commandement du capitaine de vaisseau Roberto Calì et avec à son bord le contre-amiral Carlo Mirabello, prend la mer pour un nouveau voyage en Extrême-Orient. Il touche Aden et le Migiurtinia (mai 1903), Woosung (29 juin) puis longe la Chine, la Corée et le Japon, arrivant à Ce-Fu en juillet. Là, le navire avait pour mission d'installer une station radiotélégraphique pour le compte de la légation italienne, et transportait le matériel nécessaire. Construite sous la direction des lieutenants de vaisseau Grassi et Casano, cette station commence à émettre le 18 octobre 1903, assurant la liaison radio entre la légation italienne (et étrangères si nécessaire) à Pékin et les navires italiens stationnés à Ce-Fu. Quatre jours plus tôt, le 14 octobre, un "marconigramme" envoyé par le Vettor Pisani à la station de la légation à Pékin constitue la première liaison radio entre la capitale chinoise et l'océan Pacifique. Le 30 avril 1904, le Vettor Pisani, avec le torpilleur Piemonte, prend le chemin du retour. Le navire est arrivé à La Spezia le 13 juin de la même année, après avoir fait escale à Singapour, Colombo, Perim et Massaoua.
Le 29 mai 1908, le Vettor Pisani quitte Tarente pour un voyage dans le bassin oriental de la Méditerranée: avant de revenir à la place forte des Pouilles (où il arrive le 30 juin), le croiseur fait escale à Nauplie, Megara, Sira , Souda et Corfou.
Le 22 juillet 1909, le navire est envoyé en Crète et est stationné au Levant jusqu'au 12 octobre, date à laquelle il retourne à Brindisi. Une nouvelle station au Levant se tient d'avril à juillet 1910, tandis qu'en 1911 une équipe représentative du croiseur, amarrée à Ancône, joue (et perd) un match de football contre Ancône-football.

### Guerre italo-turque

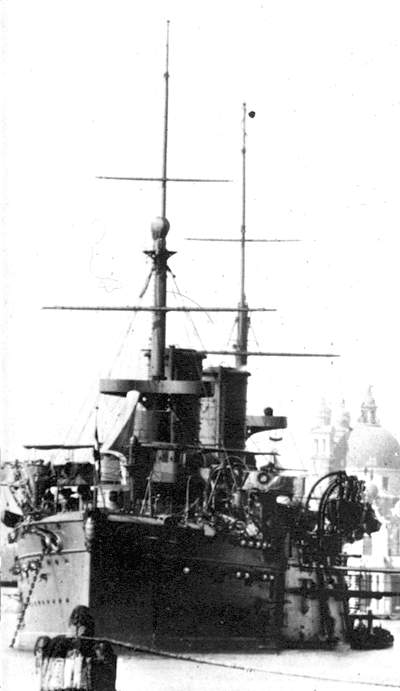
Le croiseur Vettor Pisani à quai dans la lagune de Venise en 1905

En 1911-1912, le navire trouve un nouvel emploi dans les opérations de la guerre italo-turque, au début de laquelle il est, sous le commandement du capitaine de vaisseau Enrico Millo, le navire-amiral de l'amiral Luigi di Savoia Duca degli Abruzzi, et en tant que tel, le navire de commandement de l'"Ispettorato Siluranti",.
Du 29 septembre 1911 à avril 1912, le Vettor Pisani est principalement employé dans l'Adriatique, notamment dans les eaux de l'Albanie, tandis qu'entre avril et septembre 1912, il est opérationnel dans la mer Égée et le Dodécanèse.
Le 18 avril 1912, le Vettor Pisani, avec les croiseurs blindés Giuseppe Garibaldi, Varese et Francesco Ferruccio, le croiseur-torpilleur Coatit, les destroyers Nembo et Turbine et les torpilleurs Climene, Procione, Perseo et Pegaso, participe au bombardement des forts ottomans de Gum-Galesch et Sed Ul Bahr, sur le détroit des Dardanelles.
Le 2 mai 1912, le croiseur blindé quitte Tobrouk avec à son bord le Duc des Abruzzes (commandant de la formation) pour escorter, avec les croiseurs auxiliaires Duca di Genova et Città di Siracusa, le cuirassé Ammiraglio di Saint Bon et un groupe de torpilleurs, les vapeurs Sannio, Verona, Re Umberto, Valparaiso, Bulgaria, Cavour et Lazio, qui avait à son bord les unités destinées au débarquement et à l'occupation de l'île de Rhodes (34e, 43e, 57e et 58e régiments d'infanterie, 4e régiment de Bersaglieri, bataillon alpini Finestrelle, quatre batteries d'artillerie, un peloton de cavalerie du régiment de Piacenza, une compagnie de houilleurs et des unités mineures et de soutien), soit un total de 8 000 hommes. Après le départ, le convoi se divise en deux colonnes entourées de navires d'escorte, bénéficiant également de l'appui lointain d'une partie de l'escadre de combat italienne : après une navigation sans encombre, les navires accostent dans la baie de Calitea (Rhodes) à deux heures de l'après-midi du 4 mai. À quatre heures de l'après-midi, le débarquement des troupes a commencé et a été achevé en trois heures, après quoi les animaux, l'artillerie et le matériel ont été mis à terre. La garnison turque se replie à l'intérieur de l'île, où elle est finalement contrainte de se rendre le 17 du mois.
Le 14 juillet de la même année, à 4 heures du matin, le croiseur appareille de Stampalia, avec les destroyers Nembo et Borea, pour fournir un appui à la formation de torpilleurs (Spica, Climene, Perseo, Astore et Centauro) destinée à forcer le ., qui est retardée en raison du mauvais temps quatre jours plus tard, le 18 juillet.

### Première Guerre mondiale et ses dernières années
À la date de l'entrée du royaume d'Italie dans la Première Guerre mondiale, le Vettor Pisani était basé à Brindisi (mais il était basé à Venise), sous le commandement du capitaine de vaisseau Ruggiero..
Unité obsolète à cette époque, le navire n'a pris part qu'à trois opérations d'importance. Le 5 juin 1915, le Vettor Pisani bombarde, avec d'autres unités, les installations militaires de Ragusa, Lissa, Mljet, Gaz et Lastovo.
Le 9 juin, l'unité, avec le croiseur blindé Giuseppe Garibaldi et sous l'escorte des destroyers Indomito, Intrepido, Irrequieto, Impetuoso, Insidioso, Animoso, Ardito, Ardente, Audace et du croiseur éclaireur Quarto, participe au bombardement des phares de Capo Rodoni et de San Giovanni di Medua. Les unités ont également bénéficié du soutien des croiseurs blindés Francesco Ferruccio et Varese, du croiseur éclaireur Nino Bixio et du destroyer Francesco Nullo..
Le 17 juillet 1915, le Vettor Pisani, qui faisait partie de la Ve division navale avec les croiseurs blindés plus récents Giuseppe Garibaldi, Francesco Ferruccio et Varese, quitte la base avec les trois unités susmentionnées, les destroyers Ardente, Ardito et Strale et les torpilleurs Airone, Astore, Arpia, Alcione, Clio, Calliope, Centauro et Cigno, afin de bombarder avec leur artillerie la voie ferrée Ragusa-Cattaro. Une fois arrivés au large de la cible, les navires ouvrent le feu à quatre heures du matin, mais vingt-cinq minutes plus tard, à bord du Vettor Pisani, qui fermait la ligne des croiseurs, un sous-marin est repéré à l'arrière de l'unité : le signal provoque l'interruption immédiate de la canonnade et la décision de revenir à Brindisi. Mais il est trop tard et, à 4h40, le Garibaldi est touché par une torpille lancée par le sous-marin austro-hongrois U-4. Il coule en six minutes avec 53 de ses hommes, tandis que 525 survivants sont sauvés grâce à l'intervention rapide des autres unités.
C'est précisément la perte du Garibaldi, qui avait été précédée par celle d'un autre croiseur blindé, le Amalfi, qui a conduit à la décision de renoncer à l'utilisation des grands navires dans des actions de faible importance, mais présentant un risque élevé d'attaques sous-marines, comme les bombardements côtiers. À la suite de cette décision, l'utilisation des cuirassés et des croiseurs blindés a pratiquement cessé, et ils ont passé presque toute la guerre dans leurs bases : ce sort a également frappé le Vettor Pisani.
Au milieu de l'année 1916, le croiseur, stationné à Vlora, est affecté avec le Ferruccio, le Varese et le cuirassé Regina Margherita à la 5e division du groupe "C", destinée à la protection du port albanais. Par la suite, le navire est resté inactif dans le port de Tarente.
Un peu plus d'un an après la fin de la guerre, le 2 janvier 1920, le Vettor Pisani, devenu obsolète, est désarmé puis vendu à la casse, qui a lieu à Savone.

## Sources
- (it) Cet article est partiellement ou en totalité issu de l’article de Wikipédia en italien intitulé « Vettor Pisani (incrociatore) » (voir la liste des auteurs).